# 朝鮮烤牛肉

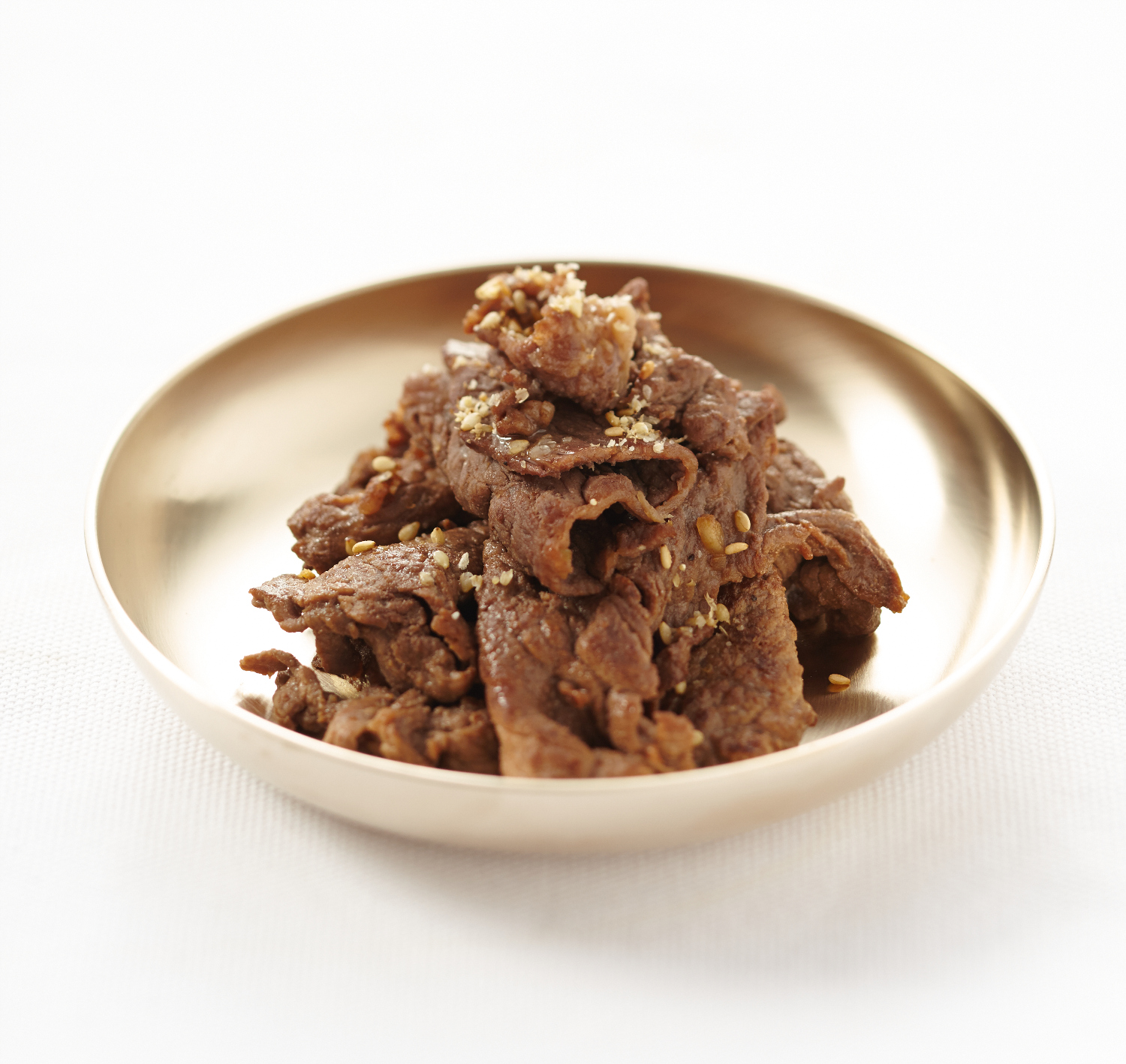
烤牛肉（불고기/bulgogi）

（： bulgogi），又稱韩式烤牛肉，是韓國料理的牛肉菜餚之一。
其做法是采用切薄、腌制好的牛肉或猪肉片制成，在烧烤或炉灶上烧烤。在家庭烹饪中，它也常直接于锅炒。西冷肉、肋眼肉或牛腩均可为常用的牛肉切块品种。这道菜起源于朝鲜半岛北部地区，但在韩国是一道非常受欢迎的菜，从高档餐厅到当地小店均有。